# Handball-Europameisterschaft der Frauen 2022/Qualifikation
Die Qualifikation zur Teilnahme an der Handball-Europameisterschaft der Frauen 2022 begann im Juni 2018 mit dem Zuschlag der Ausrichtung der Europameisterschaft und endete im April 2022 mit dem Abschluss der Qualifikationsspiele.

Logo der EHF

16 Mannschaften nehmen an dem Turnier teil. Traditionell gesetzt sind die Gastgeber und der Sieger der letzten Europameisterschaft. Somit standen für das Turnier 2022 noch zwölf Plätze zur Verfügung.

## Gastgeber
Als Gastgebernationen sind die Auswahlen von Slowenien, Nordmazedonien und Montenegro gesetzt.

## Amtierender Europameister
Die norwegische Mannschaft hatte die Europameisterschaft 2020 gewonnen und ist damit qualifiziert zur Teilnahme an der Europameisterschaft 2022.

## Qualifikationsspiele
32 weitere Mannschaften hatten ihr Interesse an einer Teilnahme an der Europameisterschaft 2022 bekundet. Die Qualifikation findet in zwei Phasen statt. In Phase 1 starteten die elf schwächsten Teams und spielten in drei Gruppen drei Teilnehmer der Spiele der Phase 2 aus. In der Phase 2 spielen dann insgesamt 24 Mannschaften in sechs Gruppen die zwölf freien Startplätze für die Europameisterschaft aus.

### Phase 1 der Qualifikationsspiele
Die Spiele in Phase 1 wurden im Juni 2021 ausgetragen.

#### Gruppe A
Die Teams traten vom 3. bis 5. Juni 2021 in Pristina in Turnierform mit Spielen jeder gegen jeden an. Als Gruppensieger zog das portugiesische Team in die 2. Phase der Qualifikationsspiele ein.
Tabelle:
| Pl. | Auswahl   | Sp. | S | U | N | Tore     | Diff. | Punkte |
| --- | --------- | --- | - | - | - | -------- | ----- | ------ |
| 1.  | Portugal  | 3   | 3 | 0 | 0 | 0100:480 | +52   | 6      |
| 2.  | Kosovo    | 3   | 2 | 0 | 1 | 080:780  | +2    | 4      |
| 3.  | Zypern    | 3   | 1 | 0 | 2 | 059:810  | −22   | 2      |
| 4.  | Luxemburg | 3   | 0 | 0 | 3 | 060:920  | −32   | 0      |

Legende: Tabellenerster (grün hinterlegt) ist zur Teilnahme an Phase 2 der Qualifikationsspiele berechtigt.
Spiele:
| 3. Juni 2021 17:00 Uhr | Portugal                         | 38:14        | Luxemburg             | Pallati i Rinisë dhe Sporteve, Pristina Zuschauer: 0 Schiedsrichter: Şimşek, Ünlü Hatipoğlu |
| 3. Juni 2021 17:00 Uhr | meiste Tore: Monteiro, Lima je 5 | (18:10)      | meiste Tore: Welter 4 | Pallati i Rinisë dhe Sporteve, Pristina Zuschauer: 0 Schiedsrichter: Şimşek, Ünlü Hatipoğlu |
| 3. Juni 2021 17:00 Uhr | Strafen: 1× 7×                   | Spielbericht | Strafen: 3× 4×        | Pallati i Rinisë dhe Sporteve, Pristina Zuschauer: 0 Schiedsrichter: Şimşek, Ünlü Hatipoğlu |
| 3. Juni 2021 19:30 Uhr | Kosovo                           | 30:21        | Zypern               | Pallati i Rinisë dhe Sporteve, Pristina Zuschauer: 0 Schiedsrichter: Mikelić, Parađina |
| 3. Juni 2021 19:30 Uhr | meiste Tore: Hajdari, Zogaj je 7 | (14:9)       | meiste Tore: Papa 11 | Pallati i Rinisë dhe Sporteve, Pristina Zuschauer: 0 Schiedsrichter: Mikelić, Parađina |
| 3. Juni 2021 19:30 Uhr | Strafen: 2× 5×                   | Spielbericht | Strafen: 3× 2×       | Pallati i Rinisë dhe Sporteve, Pristina Zuschauer: 0 Schiedsrichter: Mikelić, Parađina |

| 4. Juni 2021 17:00 Uhr | Zypern              | 17:32        | Portugal                | Pallati i Rinisë dhe Sporteve, Pristina Zuschauer: 0 Schiedsrichter: Mikelić, Parađina |
| 4. Juni 2021 17:00 Uhr | meiste Tore: Papa 5 | (8:19)       | meiste Tore: Monteiro 8 | Pallati i Rinisë dhe Sporteve, Pristina Zuschauer: 0 Schiedsrichter: Mikelić, Parađina |
| 4. Juni 2021 17:00 Uhr | Strafen: 3× 5× 1×   | Spielbericht | Strafen: 1× 3×          | Pallati i Rinisë dhe Sporteve, Pristina Zuschauer: 0 Schiedsrichter: Mikelić, Parađina |

| 4. Juni 2021 19:30 Uhr | Luxemburg             | 27:33        | Kosovo                | Pallati i Rinisë dhe Sporteve, Pristina Zuschauer: 0 Schiedsrichter: Şimşek, Ünlü Hatipoğlu |
| 4. Juni 2021 19:30 Uhr | meiste Tore: Welter 8 | (9:16)       | meiste Tore: Marku 10 | Pallati i Rinisë dhe Sporteve, Pristina Zuschauer: 0 Schiedsrichter: Şimşek, Ünlü Hatipoğlu |
| 4. Juni 2021 19:30 Uhr | Strafen: 2× 6×        | Spielbericht | Strafen: 3× 4×        | Pallati i Rinisë dhe Sporteve, Pristina Zuschauer: 0 Schiedsrichter: Şimşek, Ünlü Hatipoğlu |

| 5. Juni 2021 17:00 Uhr | Luxemburg             | 19:21        | Zypern              | Pallati i Rinisë dhe Sporteve, Pristina Zuschauer: 0 Schiedsrichter: Mikelić, Parađina |
| 5. Juni 2021 17:00 Uhr | meiste Tore: Dautaj 5 | (9:9)        | meiste Tore: Papa 7 | Pallati i Rinisë dhe Sporteve, Pristina Zuschauer: 0 Schiedsrichter: Mikelić, Parađina |
| 5. Juni 2021 17:00 Uhr | Strafen: 2× 3×        | Spielbericht | Strafen: 2× 1×      | Pallati i Rinisë dhe Sporteve, Pristina Zuschauer: 0 Schiedsrichter: Mikelić, Parađina |

| 5. Juni 2021 19:30 Uhr | Portugal             | 30:17        | Kosovo                  | Pallati i Rinisë dhe Sporteve, Pristina Zuschauer: 0 Schiedsrichter: Şimşek, Ünlü Hatipoğlu |
| 5. Juni 2021 19:30 Uhr | meiste Tore: Sousa 5 | (12:7)       | meiste Tore: Gjikokaj 5 | Pallati i Rinisë dhe Sporteve, Pristina Zuschauer: 0 Schiedsrichter: Şimşek, Ünlü Hatipoğlu |
| 5. Juni 2021 19:30 Uhr | Strafen: 3× 4×       | Spielbericht | Strafen: 1× 3×          | Pallati i Rinisë dhe Sporteve, Pristina Zuschauer: 0 Schiedsrichter: Şimşek, Ünlü Hatipoğlu |

#### Gruppe B
Die Teams traten vom 4. bis 6. Juni 2021 im nordgriechischen Veria in Turnierform mit Spielen jeder gegen jeden an. Als Gruppensieger zog das griechische Team in die 2. Phase der Qualifikationsspiele ein.
Tabelle:
| Pl. | Auswahl                 | Sp. | S | U | N | Tore    | Diff. | Punkte |
| --- | ----------------------- | --- | - | - | - | ------- | ----- | ------ |
| 1.  | Griechenland            | 3   | 3 | 0 | 0 | 096:570 | +39   | 6      |
| 2.  | Bosnien und Herzegowina | 3   | 2 | 0 | 1 | 074:700 | +4    | 4      |
| 3.  | Italien                 | 3   | 1 | 0 | 2 | 054:580 | −4    | 2      |
| 4.  | Lettland                | 3   | 0 | 0 | 3 | 036:750 | −39   | 0      |

Legende: Tabellenerster (grün hinterlegt) ist zur Teilnahme an Phase 2 der Qualifikationsspiele berechtigt.
Spiele:
| 4. Juni 2021 17:00 Uhr | Griechenland                                | 29:18        | Bosnien und Herzegowina | Filippo Sports Hall, Veria Zuschauer: 0 Schiedsrichter: S. Yovchev, Z. Yovchev |
| 4. Juni 2021 17:00 Uhr | meiste Tore: Chatziparasidou, Gkatziou je 6 | (15:10)      | meiste Tore: Isić 5     | Filippo Sports Hall, Veria Zuschauer: 0 Schiedsrichter: S. Yovchev, Z. Yovchev |
| 4. Juni 2021 17:00 Uhr | Strafen: 2×                                 | Spielbericht | Strafen: 2× 6×          | Filippo Sports Hall, Veria Zuschauer: 0 Schiedsrichter: S. Yovchev, Z. Yovchev |
|  | Italien | 10:0 * | Lettland |  |
|  |         |        |          |  |
|  |         |        |          |  |

| 5. Juni 2021 15:00 Uhr | Bosnien und Herzegowina             | 25:22        | Italien                   | Filippo Sports Hall, Veria Zuschauer: 0 Schiedsrichter: A. Vitaku, E. Vitaku |
| 5. Juni 2021 15:00 Uhr | meiste Tore: Kolašinac, Gudelj je 5 | (15:12)      | meiste Tore: Manojlovic 8 | Filippo Sports Hall, Veria Zuschauer: 0 Schiedsrichter: A. Vitaku, E. Vitaku |
| 5. Juni 2021 15:00 Uhr | Strafen: 3× 5×                      | Spielbericht | Strafen: 2× 1×            | Filippo Sports Hall, Veria Zuschauer: 0 Schiedsrichter: A. Vitaku, E. Vitaku |

| 5. Juni 2021 17:00 Uhr | Lettland                | 17:34        | Griechenland                       | Filippo Sports Hall, Veria Zuschauer: 0 Schiedsrichter: S. Yovchev, Z. Yovchev |
| 5. Juni 2021 17:00 Uhr | meiste Tore: Cibuļska 4 | (8:17)       | meiste Tore: Zeneli, Tsakalou je 5 | Filippo Sports Hall, Veria Zuschauer: 0 Schiedsrichter: S. Yovchev, Z. Yovchev |
| 5. Juni 2021 17:00 Uhr | Strafen: 1× 2×          | Spielbericht | Strafen: 2× 3×                     | Filippo Sports Hall, Veria Zuschauer: 0 Schiedsrichter: S. Yovchev, Z. Yovchev |

| 6. Juni 2021 12:00 Uhr | Bosnien und Herzegowina | 31:19        | Lettland                | Filippo Sports Hall, Veria Zuschauer: 0 Schiedsrichter: A. Vitaku, E. Vitaku |
| 6. Juni 2021 12:00 Uhr | meiste Tore: Čutura 6   | (16:7)       | meiste Tore: Cibuļska 7 | Filippo Sports Hall, Veria Zuschauer: 0 Schiedsrichter: A. Vitaku, E. Vitaku |
| 6. Juni 2021 12:00 Uhr | Strafen: 3×             | Spielbericht | Strafen: 2×             | Filippo Sports Hall, Veria Zuschauer: 0 Schiedsrichter: A. Vitaku, E. Vitaku |

| 6. Juni 2021 14:00 Uhr | Griechenland            | 33:22        | Italien                | Filippo Sports Hall, Veria Zuschauer: 0 Schiedsrichter: S. Yovchev, Z. Yovchev |
| 6. Juni 2021 14:00 Uhr | meiste Tore: Gkatziou 6 | (15:9)       | meiste Tore: Rotondo 5 | Filippo Sports Hall, Veria Zuschauer: 0 Schiedsrichter: S. Yovchev, Z. Yovchev |
| 6. Juni 2021 14:00 Uhr | Strafen: 1× 4×          | Spielbericht | Strafen: 1× 3×         | Filippo Sports Hall, Veria Zuschauer: 0 Schiedsrichter: S. Yovchev, Z. Yovchev |

* Da Lettland verspätet anreiste, wurde das Spiel von der EHF mit 10:0 für Italien gewertet.

#### Gruppe C
Die Teams traten vom 4. bis 6. Juni 2021 in Tórshavn in Turnierform mit Spielen jeder gegen jeden an. Als Gruppensieger zog das färöische Team in die 2. Phase der Qualifikationsspiele ein.
Tabelle:
| Pl. | Auswahl  | Sp. | S | U | N | Tore    | Diff. | Punkte |
| --- | -------- | --- | - | - | - | ------- | ----- | ------ |
| 1.  | Färöer   | 2   | 2 | 0 | 0 | 050:440 | +6    | 4      |
| 2.  | Finnland | 2   | 1 | 0 | 1 | 047:450 | +2    | 2      |
| 3.  | Israel   | 2   | 0 | 0 | 2 | 049:570 | −8    | 0      |

Legende: Tabellenerster (grün hinterlegt) ist zur Teilnahme an Phase 2 der Qualifikationsspiele berechtigt.
Spiele:
| 4. Juni 2021 19:30 Uhr | Finnland              | 19:21        | Färöer                                | Høllin á Hálsi, Tórshavn Zuschauer: 50 Schiedsrichter: Christiansen, Hansen |
| 4. Juni 2021 19:30 Uhr | meiste Tore: Aarnio 7 | (10:9)       | meiste Tore: Eystberg, Mortensen je 4 | Høllin á Hálsi, Tórshavn Zuschauer: 50 Schiedsrichter: Christiansen, Hansen |
| 4. Juni 2021 19:30 Uhr | Strafen: 2× 5×        | Spielbericht | Strafen: 4×                           | Høllin á Hálsi, Tórshavn Zuschauer: 50 Schiedsrichter: Christiansen, Hansen |
| 5. Juni 2021 19:00 Uhr | Israel                | 24:28        | Finnland                             | Høllin á Hálsi, Tórshavn Zuschauer: 30 Schiedsrichter: Christiansen, Hansen |
| 5. Juni 2021 19:00 Uhr | meiste Tore: Vakrat 9 | (10:14)      | meiste Tore: Hilli, Fredriksson je 7 | Høllin á Hálsi, Tórshavn Zuschauer: 30 Schiedsrichter: Christiansen, Hansen |
| 5. Juni 2021 19:00 Uhr | Strafen: 2× 6×        | Spielbericht | Strafen: 5×                          | Høllin á Hálsi, Tórshavn Zuschauer: 30 Schiedsrichter: Christiansen, Hansen |

| 6. Juni 2021 17:00 Uhr | Färöer                          | 29:25        | Israel                 | Høllin á Hálsi, Tórshavn Zuschauer: 70 Schiedsrichter: Christiansen, Hansen |
| 6. Juni 2021 17:00 Uhr | meiste Tore: Krossteig Hansen 7 | (15:11)      | meiste Tore: Vakrat 11 | Høllin á Hálsi, Tórshavn Zuschauer: 70 Schiedsrichter: Christiansen, Hansen |
| 6. Juni 2021 17:00 Uhr | Strafen: 5×                     | Spielbericht | Strafen: 2× 4×         | Høllin á Hálsi, Tórshavn Zuschauer: 70 Schiedsrichter: Christiansen, Hansen |

### Phase 2 der Qualifikationsspiele
Die Spiele in Phase 2 begannen im Oktober 2021 und endeten im April 2022. Dabei spielte jeder gegen jeden in Hin- und Rückspielen.

#### Gruppe 1
Tabelle:
| Pl. | Auswahl    | Sp. | S | U | N | Tore      | Diff. | Punkte |
| --- | ---------- | --- | - | - | - | --------- | ----- | ------ |
| 1.  | Polen      | 6   | 6 | 0 | 0 | 0158:970  | +61   | 12     |
| 2.  | Schweiz    | 6   | 3 | 0 | 3 | 0150:1360 | +14   | 6      |
| 3.  | Russland * | 6   | 2 | 0 | 4 | 061:830   | −22   | 4      |
| 4.  | Litauen    | 6   | 1 | 0 | 5 | 0128:1810 | −53   | 2      |

Legende: Tabellenerster und -zweiter (grün hinterlegt) sind zur Teilnahme an der Europameisterschaft berechtigt.
Spiele:
| 6. Oktober 2021 18:00 Uhr | Polen                               | 36:22        | Litauen               | Stegu Arena, Opole Zuschauer: 2000 Schiedsrichter: Cipov, Klus |
| 6. Oktober 2021 18:00 Uhr | meiste Tore: Matuszczyk, Nocuń je 5 | (22:12)      | meiste Tore: Stropė 7 | Stegu Arena, Opole Zuschauer: 2000 Schiedsrichter: Cipov, Klus |
| 6. Oktober 2021 18:00 Uhr | Strafen: 2× 4×                      | Spielbericht | Strafen: 1× 3× 1×     | Stegu Arena, Opole Zuschauer: 2000 Schiedsrichter: Cipov, Klus |
| 6. Oktober 2021 18:30 Uhr | Russland                    | 26:22        | Schweiz                         | Dinamo Sport Palast, Moskau Zuschauer: 750 Schiedsrichter: Nabokau, Kulik |
| 6. Oktober 2021 18:30 Uhr | meiste Tore: Kirdjaschewa 6 | (13:7)       | meiste Tore: Kündig, Hodel je 4 | Dinamo Sport Palast, Moskau Zuschauer: 750 Schiedsrichter: Nabokau, Kulik |
| 6. Oktober 2021 18:30 Uhr | Strafen: 1× 3×              | Spielbericht | Strafen: 1× 5×                  | Dinamo Sport Palast, Moskau Zuschauer: 750 Schiedsrichter: Nabokau, Kulik |

| 9. Oktober 2021 15:00 Uhr | Litauen               | 21:35        | Russland                        | Švyturio Arena, Klaipėda Zuschauer: 300 Schiedsrichter: Kinnari, Skogberg |
| 9. Oktober 2021 15:00 Uhr | meiste Tore: Stropė 5 | (10:17)      | meiste Tore: Michailitschenko 6 | Švyturio Arena, Klaipėda Zuschauer: 300 Schiedsrichter: Kinnari, Skogberg |
| 9. Oktober 2021 15:00 Uhr | Strafen: 2×           | Spielbericht | Strafen: 1× 4×                  | Švyturio Arena, Klaipėda Zuschauer: 300 Schiedsrichter: Kinnari, Skogberg |

| 10. Oktober 2021 15:00 Uhr | Schweiz              | 22:31        | Polen                     | Axa-Arena, Winterthur Zuschauer: 820 Schiedsrichter: D. Lončar, Z. Lončar |
| 10. Oktober 2021 15:00 Uhr | meiste Tore: Hodel 6 | (13:15)      | meiste Tore: Kobylińska 6 | Axa-Arena, Winterthur Zuschauer: 820 Schiedsrichter: D. Lončar, Z. Lončar |
| 10. Oktober 2021 15:00 Uhr | Strafen: 1× 4×       | Spielbericht | Strafen: 1× 5×            | Axa-Arena, Winterthur Zuschauer: 820 Schiedsrichter: D. Lončar, Z. Lončar |

| 3. März 2022 18:00 Uhr | Litauen                   | 30:36        | Schweiz               | Švyturio Arena, Klaipėda Zuschauer: 150 Schiedsrichter: S. Jowtschew, Z. Jowtschew |
| 3. März 2022 18:00 Uhr | meiste Tore: Repečkaitė 8 | (19:18)      | meiste Tore: Hodel 12 | Švyturio Arena, Klaipėda Zuschauer: 150 Schiedsrichter: S. Jowtschew, Z. Jowtschew |
| 3. März 2022 18:00 Uhr | Strafen: 2× 4×            | Spielbericht | Strafen: 1× 3×        | Švyturio Arena, Klaipėda Zuschauer: 150 Schiedsrichter: S. Jowtschew, Z. Jowtschew |

| 3. März 2022 * | Polen | 10:0 ** | Russland |  |
| 3. März 2022 * |       |         |          |  |
| 3. März 2022 * |       |         |          |  |

| 6. März 2022 * | Russland | 0:10 * | Polen |  |
| 6. März 2022 * |          |        |       |  |
| 6. März 2022 * |          |        |       |  |

| 6. März 2022 16:00 Uhr | Schweiz                | 34:18        | Litauen                 | Mobiliar Arena, Gümligen Zuschauer: 1250 Schiedsrichter: P. Geraets, R. Geraets |
| 6. März 2022 16:00 Uhr | meiste Tore: Kündig 12 | (12:10)      | meiste Tore: Kolosovė 9 | Mobiliar Arena, Gümligen Zuschauer: 1250 Schiedsrichter: P. Geraets, R. Geraets |
| 6. März 2022 16:00 Uhr | Strafen: 1× 2×         | Spielbericht | Strafen: 4×             | Mobiliar Arena, Gümligen Zuschauer: 1250 Schiedsrichter: P. Geraets, R. Geraets |

| 20. April 2022 | Schweiz | 10:0 * | Russland |  |
| 20. April 2022 |         |        |          |  |
| 20. April 2022 |         |        |          |  |

| 20. April 2022 18:00 Uhr | Litauen                | 27:40        | Polen                 | Alytaus sporto ir rekreacijos centras, Alytus Zuschauer: 300 Schiedsrichter: Kull, Tint |
| 20. April 2022 18:00 Uhr | meiste Tore: Stropė 10 | (15:19)      | meiste Tore: Łabuda 9 | Alytaus sporto ir rekreacijos centras, Alytus Zuschauer: 300 Schiedsrichter: Kull, Tint |
| 20. April 2022 18:00 Uhr | Strafen: 3×            | Spielbericht | Strafen: 7×           | Alytaus sporto ir rekreacijos centras, Alytus Zuschauer: 300 Schiedsrichter: Kull, Tint |

| 24. April 2022 16:15 Uhr | Polen                      | 31:26        | Schweiz                        | Hala sportowa RCS, Lubin Zuschauer: 3000 Schiedsrichter: Praštalo, Balvan |
| 24. April 2022 16:15 Uhr | meiste Tore: Zawistowska 9 | (19:11)      | meiste Tore: Schmid, Kähr je 5 | Hala sportowa RCS, Lubin Zuschauer: 3000 Schiedsrichter: Praštalo, Balvan |
| 24. April 2022 16:15 Uhr | Strafen: 1× 3×             | Spielbericht | Strafen: 1× 3×                 | Hala sportowa RCS, Lubin Zuschauer: 3000 Schiedsrichter: Praštalo, Balvan |

| 23. April 2022 | Russland | 0:10 * | Litauen |  |
| 23. April 2022 |          |        |         |  |
| 23. April 2022 |          |        |         |  |

* Die EHF schloss am 28. Februar 2022 nach dem Russischen Überfall auf die Ukraine 2022 alle russischen und belarussischen Teams von ihren Wettbewerben aus. Betroffen von diesem Ausschluss war somit auch das Nationalteam Russlands, das zu diesem Zeitpunkt auf Platz 2 der Gruppe stand. Die für den 3. und 6. März 2022 angesetzten Spiele zwischen Polen und Russland wurden von der EHF nach dem russischen Überfall auf die Ukraine vorerst ausgesetzt, letztlich wurden die noch nicht ausgetragenen Spiele 0:10 gegen die russische Auswahl gewertet, die Wertung der bereits gespielten Begegnungen blieben bestehen.

#### Gruppe 2
Tabelle:
| Pl. | Auswahl    | Sp. | S | U | N | Tore      | Diff. | Punkte |
| --- | ---------- | --- | - | - | - | --------- | ----- | ------ |
| 1.  | Dänemark   | 6   | 6 | 0 | 0 | 0197:1330 | +64   | 12     |
| 2.  | Rumänien   | 6   | 3 | 1 | 2 | 0183:1690 | +14   | 7      |
| 3.  | Österreich | 6   | 2 | 1 | 3 | 0161:1820 | −21   | 5      |
| 4.  | Färöer     | 6   | 0 | 0 | 6 | 0120:1770 | −57   | 0      |

Legende: Tabellenerster und -zweiter (grün hinterlegt) sind zur Teilnahme an der Europameisterschaft berechtigt.
Spiele:
| 6. Oktober 2021 17:30 Uhr | Rumänien              | 26:19        | Färöer                                     | Sala Sporturilor Mioveni, Mioveni Zuschauer: 1000 Schiedsrichter: Jakovljević, Sando |
| 6. Oktober 2021 17:30 Uhr | meiste Tore: Pintea 9 | (15:14)      | meiste Tore: Samuelsen, Weyhe, Mittún je 4 | Sala Sporturilor Mioveni, Mioveni Zuschauer: 1000 Schiedsrichter: Jakovljević, Sando |
| 6. Oktober 2021 17:30 Uhr | Strafen: 2× 4×        | Spielbericht | Strafen: 1× 3×                             | Sala Sporturilor Mioveni, Mioveni Zuschauer: 1000 Schiedsrichter: Jakovljević, Sando |
| 7. Oktober 2021 20:00 Uhr | Dänemark               | 27:22        | Österreich                    | Forum Horsens, Horsens Zuschauer: 2407 Schiedsrichter: Budzák, Záhradník |
| 7. Oktober 2021 20:00 Uhr | meiste Tore: Højlund 5 | (12:11)      | meiste Tore: Frey, Huber je 4 | Forum Horsens, Horsens Zuschauer: 2407 Schiedsrichter: Budzák, Záhradník |
| 7. Oktober 2021 20:00 Uhr | Strafen: 1×            | Spielbericht | Strafen: 3×                   | Forum Horsens, Horsens Zuschauer: 2407 Schiedsrichter: Budzák, Záhradník |

| 10. Oktober 2021 17:15 Uhr | Färöer                | 19:39        | Dänemark              | Høllin á Hálsi, Tórshavn Zuschauer: 1150 Schiedsrichter: Pétursson, Þrastarson |
| 10. Oktober 2021 17:15 Uhr | meiste Tore: Hansen 4 | (5:18)       | meiste Tore: Hansen 6 | Høllin á Hálsi, Tórshavn Zuschauer: 1150 Schiedsrichter: Pétursson, Þrastarson |
| 10. Oktober 2021 17:15 Uhr | Strafen: 1× 2×        | Spielbericht | Strafen: 2× 3×        | Høllin á Hálsi, Tórshavn Zuschauer: 1150 Schiedsrichter: Pétursson, Þrastarson |

| 10. Oktober 2021 18:10 Uhr | Österreich          | 33:33        | Rumänien                | BSFZ Südstadt, Maria Enzersdorf Zuschauer: 800 Schiedsrichter: A. Konjičanin, D. Konjičanin |
| 10. Oktober 2021 18:10 Uhr | meiste Tore: Frey 7 | (11:16)      | meiste Tore: Bazaliu 11 | BSFZ Südstadt, Maria Enzersdorf Zuschauer: 800 Schiedsrichter: A. Konjičanin, D. Konjičanin |
| 10. Oktober 2021 18:10 Uhr | Strafen: 5×         | Spielbericht | Strafen: 5× 1×          | BSFZ Südstadt, Maria Enzersdorf Zuschauer: 800 Schiedsrichter: A. Konjičanin, D. Konjičanin |

| 2. März 2022 17:05 Uhr | Rumänien                            | 28:35        | Dänemark              | Sala Sporturilor Mioveni, Mioveni Zuschauer: 1800 Schiedsrichter: Merz, Kuttler |
| 2. März 2022 17:05 Uhr | meiste Tore: Pintea, Harabagiu je 6 | (13:19)      | meiste Tore: Friis 10 | Sala Sporturilor Mioveni, Mioveni Zuschauer: 1800 Schiedsrichter: Merz, Kuttler |
| 2. März 2022 17:05 Uhr | Strafen: 2× 3×                      | Spielbericht | Strafen: 2×           | Sala Sporturilor Mioveni, Mioveni Zuschauer: 1800 Schiedsrichter: Merz, Kuttler |

| 2. März 2022 20:00 Uhr | Färöer                | 24:29        | Österreich            | Høllin á Hálsi, Tórshavn Zuschauer: 453 Schiedsrichter: Kull, Tint |
| 2. März 2022 20:00 Uhr | meiste Tore: Mittún 6 | (12:15)      | meiste Tore: Kovacs 8 | Høllin á Hálsi, Tórshavn Zuschauer: 453 Schiedsrichter: Kull, Tint |
| 2. März 2022 20:00 Uhr | Strafen: 1× 4×        | Spielbericht | Strafen: 1× 4×        | Høllin á Hálsi, Tórshavn Zuschauer: 453 Schiedsrichter: Kull, Tint |

| 5. März 2022 16:10 Uhr | Dänemark                 | 33:27        | Rumänien                     | Sydbank Arena, Odense Zuschauer: 2236 Schiedsrichter: Bounouara, Sami |
| 5. März 2022 16:10 Uhr | meiste Tore: Jørgensen 7 | (13:10)      | meiste Tore: Pintea, Tîrcă 7 | Sydbank Arena, Odense Zuschauer: 2236 Schiedsrichter: Bounouara, Sami |
| 5. März 2022 16:10 Uhr | Strafen: 1× 4×           | Spielbericht | Strafen: 2×                  | Sydbank Arena, Odense Zuschauer: 2236 Schiedsrichter: Bounouara, Sami |

| 5. März 2022 17:30 Uhr | Österreich              | 26:22        | Färöer                   | BSFZ Südstadt, Maria Enzersdorf Zuschauer: 800 Schiedsrichter: Jánošíková, Bočáková |
| 5. März 2022 17:30 Uhr | meiste Tore: Tomasini 5 | (14:10)      | meiste Tore: Eystberg 12 | BSFZ Südstadt, Maria Enzersdorf Zuschauer: 800 Schiedsrichter: Jánošíková, Bočáková |
| 5. März 2022 17:30 Uhr | Strafen: 1× 3× 1×       | Spielbericht | Strafen: 2×              | BSFZ Südstadt, Maria Enzersdorf Zuschauer: 800 Schiedsrichter: Jánošíková, Bočáková |

| 20. April 2022 20:00 Uhr | Färöer                  | 21:31        | Rumänien              | Høllin á Hálsi, Tórshavn Zuschauer: 753 Schiedsrichter: Stokes, Bartlett |
| 20. April 2022 20:00 Uhr | meiste Tore: Eystberg 5 | (11:13)      | meiste Tore: Pintea 8 | Høllin á Hálsi, Tórshavn Zuschauer: 753 Schiedsrichter: Stokes, Bartlett |
| 20. April 2022 20:00 Uhr | Strafen: 2×             | Spielbericht | Strafen: 2× 3×        | Høllin á Hálsi, Tórshavn Zuschauer: 753 Schiedsrichter: Stokes, Bartlett |

| 20. April 2022 20:25 Uhr | Österreich          | 22:38        | Dänemark                              | Raiffeisen Sportpark, Graz Zuschauer: 1700 Schiedsrichter: Kažanegra, Vujačić |
| 20. April 2022 20:25 Uhr | meiste Tore: Frey 5 | (11:21)      | meiste Tore: Tranborg, Jørgensen je 6 | Raiffeisen Sportpark, Graz Zuschauer: 1700 Schiedsrichter: Kažanegra, Vujačić |
| 20. April 2022 20:25 Uhr | Strafen: 1×         | Spielbericht | Strafen: 1×                           | Raiffeisen Sportpark, Graz Zuschauer: 1700 Schiedsrichter: Kažanegra, Vujačić |

| 23. April 2022 16:10 Uhr | Dänemark                            | 26:15        | Färöer               | Arena Næstved, Næstved Zuschauer: 2524 Schiedsrichter: Bytyqi, Kasapi |
| 23. April 2022 16:10 Uhr | meiste Tore: Hansen, Jørgensen je 5 | (12:9)       | meiste Tore: Weyhe 6 | Arena Næstved, Næstved Zuschauer: 2524 Schiedsrichter: Bytyqi, Kasapi |
| 23. April 2022 16:10 Uhr | Strafen: 6×                         | Spielbericht | Strafen: 2× 5×       | Arena Næstved, Næstved Zuschauer: 2524 Schiedsrichter: Bytyqi, Kasapi |

| 24. April 2022 17:00 Uhr | Rumänien              | 38:29        | Österreich                       | Sala Sporturilor Traian, Râmnicu Vâlcea Zuschauer: 2200 Schiedsrichter: Ünlü Hatipoğlu, Şimşek |
| 24. April 2022 17:00 Uhr | meiste Tore: Neagu 12 | (19:13)      | meiste Tore: Frey, Neidhart je 6 | Sala Sporturilor Traian, Râmnicu Vâlcea Zuschauer: 2200 Schiedsrichter: Ünlü Hatipoğlu, Şimşek |
| 24. April 2022 17:00 Uhr | Strafen: 1× 4×        | Spielbericht | Strafen: 6×                      | Sala Sporturilor Traian, Râmnicu Vâlcea Zuschauer: 2200 Schiedsrichter: Ünlü Hatipoğlu, Şimşek |

#### Gruppe 3
Tabelle:
| Pl. | Land         | Sp. | S | U | N | Tore      | Diff. | Punkte |
| --- | ------------ | --- | - | - | - | --------- | ----- | ------ |
| 1.  | Niederlande  | 6   | 6 | 0 | 0 | 0184:1060 | +78   | 12     |
| 2.  | Deutschland  | 6   | 3 | 1 | 2 | 0164:1060 | +58   | 7      |
| 3.  | Griechenland | 6   | 2 | 0 | 4 | 066:1510  | −85   | 4      |
| 4.  | Belarus *    | 6   | 0 | 1 | 5 | 051:1020  | −51   | 1      |

Legende: Tabellenerster und -zweiter (grün hinterlegt) sind zur Teilnahme an der Europameisterschaft berechtigt.
Spiele:
| 6. Oktober 2021 18:00 Uhr | Niederlande                          | 38:27        | Weißrussland                                        | Topsportcentrum Almere, Almere Zuschauer: 3550 Schiedsrichter: Pârvu, Potîrniche |
| 6. Oktober 2021 18:00 Uhr | meiste Tore: Snelder, Malestein je 8 | (21:16)      | meiste Tore: Iljina, Wassileuskaja, Joschykawa je 6 | Topsportcentrum Almere, Almere Zuschauer: 3550 Schiedsrichter: Pârvu, Potîrniche |
| 6. Oktober 2021 18:00 Uhr | Strafen: 2×                          | Spielbericht | Strafen: 3× 1×                                      | Topsportcentrum Almere, Almere Zuschauer: 3550 Schiedsrichter: Pârvu, Potîrniche |
| 7. Oktober 2021 20:15 Uhr | Deutschland           | 36:10        | Griechenland                   | Arena Trier, Trier Zuschauer: 518 Schiedsrichter: Stokes, Bartlett |
| 7. Oktober 2021 20:15 Uhr | meiste Tore: Berger 7 | (17:8)       | meiste Tore: Chatziparasidou 3 | Arena Trier, Trier Zuschauer: 518 Schiedsrichter: Stokes, Bartlett |
| 7. Oktober 2021 20:15 Uhr | Strafen: 1×           | Spielbericht | Strafen: 3×                    | Arena Trier, Trier Zuschauer: 518 Schiedsrichter: Stokes, Bartlett |

| 10. Oktober 2021 16:00 Uhr | Griechenland                                | 14:35        | Niederlande                               | Sporthalle Iraklio, Iraklio Zuschauer: 110 Schiedsrichter: Hofer, Schmidhuber |
| 10. Oktober 2021 16:00 Uhr | meiste Tore: Chatziparasidou, Gkatziou je 3 | (6:21)       | meiste Tore: van Wetering, Malestein je 6 | Sporthalle Iraklio, Iraklio Zuschauer: 110 Schiedsrichter: Hofer, Schmidhuber |
| 10. Oktober 2021 16:00 Uhr | Strafen: 3×                                 | Spielbericht | Strafen: 1× 3×                            | Sporthalle Iraklio, Iraklio Zuschauer: 110 Schiedsrichter: Hofer, Schmidhuber |

| 10. Oktober 2021 19:30 Uhr | Deutschland             | 24:24        | Weißrussland                 | Arena Trier, Trier Zuschauer: 667 Schiedsrichter: Vranes, Wenninger |
| 10. Oktober 2021 19:30 Uhr | meiste Tore: Maidhof 10 | (12:13)      | meiste Tore: Wassileuskaja 5 | Arena Trier, Trier Zuschauer: 667 Schiedsrichter: Vranes, Wenninger |
| 10. Oktober 2021 19:30 Uhr | Strafen: 4×             | Spielbericht | Strafen: 1× 5×               | Arena Trier, Trier Zuschauer: 667 Schiedsrichter: Vranes, Wenninger |

| 3. März 2022 | Deutschland                       | 25:31        | Niederlande                 | Yayla-Arena, Krefeld Zuschauer: 1780 Schiedsrichter: A. Konjičanin, D. Konjičanin |
| 3. März 2022 | meiste Tore: Grijseels, Bölk je 6 | (12:10)      | meiste Tore: van Wetering 6 | Yayla-Arena, Krefeld Zuschauer: 1780 Schiedsrichter: A. Konjičanin, D. Konjičanin |
| 3. März 2022 | Strafen: 1× 5×                    | Spielbericht | Strafen: 1× 6×              | Yayla-Arena, Krefeld Zuschauer: 1780 Schiedsrichter: A. Konjičanin, D. Konjičanin |

| 2. März 2022 * | Griechenland | 10:0 * | Weißrussland |  |
| 2. März 2022 * |              |        |              |  |
| 2. März 2022 * |              |        |              |  |

| 5. März 2022 16:00 Uhr | Niederlande              | 30:29        | Deutschland              | Topsportcentrum Rotterdam, Rotterdam Zuschauer: 2000 Schiedsrichter: Panayides, Andreou |
| 5. März 2022 16:00 Uhr | meiste Tore: Malestein 6 | (15:17)      | meiste Tore: Grijseels 7 | Topsportcentrum Rotterdam, Rotterdam Zuschauer: 2000 Schiedsrichter: Panayides, Andreou |
| 5. März 2022 16:00 Uhr | Strafen: 1× 4×           | Spielbericht | Strafen: 2× 4×           | Topsportcentrum Rotterdam, Rotterdam Zuschauer: 2000 Schiedsrichter: Panayides, Andreou |

| 6. März 2022 * | Weißrussland | 0:10 * | Griechenland |  |
| 6. März 2022 * |              |        |              |  |
| 6. März 2022 * |              |        |              |  |

| 21. April 2022 ** 19:30 Uhr | Griechenland                                 | 11:40        | Deutschland                  | Topsportcentrum Almere, Almere Zuschauer: 100 Schiedsrichter: Þrastarson, Pétursson |
| 21. April 2022 ** 19:30 Uhr | meiste Tore: Chatziparasidou, Kepesidou je 3 | (5:19)       | meiste Tore: Stockschläder 6 | Topsportcentrum Almere, Almere Zuschauer: 100 Schiedsrichter: Þrastarson, Pétursson |
| 21. April 2022 ** 19:30 Uhr | Strafen: 2× 4×                               | Spielbericht | Strafen: 1× 4×               | Topsportcentrum Almere, Almere Zuschauer: 100 Schiedsrichter: Þrastarson, Pétursson |

| 20. April 2022 * | Weißrussland | 0:10 * | Niederlande |  |
| 20. April 2022 * |              |        |             |  |
| 20. April 2022 * |              |        |             |  |

| 23. April 2022 * | Weißrussland | 0:10 * | Deutschland |  |
| 23. April 2022 * |              |        |             |  |
| 23. April 2022 * |              |        |             |  |

| 24. April 2022 ** 16:00 Uhr | Niederlande                            | 40:11        | Griechenland                | Topsportcentrum Almere, Almere Zuschauer: 2500 Schiedsrichter: Weber, Weinquin |
| 24. April 2022 ** 16:00 Uhr | meiste Tore: Nüsser, van Wetering je 6 | (19:8)       | meiste Tore: Argyropoulou 3 | Topsportcentrum Almere, Almere Zuschauer: 2500 Schiedsrichter: Weber, Weinquin |
| 24. April 2022 ** 16:00 Uhr | Strafen: 1×                            | Spielbericht | Strafen: 3× 1×              | Topsportcentrum Almere, Almere Zuschauer: 2500 Schiedsrichter: Weber, Weinquin |

* Die EHF schloss am 28. Februar 2022 nach dem Russischen Überfall auf die Ukraine 2022 alle russischen und belarussischen Teams von ihren Wettbewerben aus. Betroffen von diesem Ausschluss war somit auch das Nationalteam Belarus’, das zu diesem Zeitpunkt auf Platz 3 der Gruppe stand. Die für den 2. und 6. März 2022 angesetzten Spiele zwischen Griechenland und Belarus wurden von der EHF zunächst ausgesetzt, letztlich wurden die noch nicht ausgetragenen Spiele 0:10 gegen die belarussische Auswahl gewertet, die Wertung der bereits gespielten Begegnungen blieben bestehen.
** Die beiden letzten ausstehenden Spiele wurden in Almere ausgetragen.

#### Gruppe 4
Tabelle:
| Pl. | Auswahl    | Sp. | S | U | N | Tore      | Diff. | Punkte |
| --- | ---------- | --- | - | - | - | --------- | ----- | ------ |
| 1.  | Frankreich | 6   | 5 | 0 | 1 | 0171:1340 | +37   | 10     |
| 2.  | Kroatien   | 6   | 3 | 0 | 3 | 0145:1440 | +1    | 6      |
| 3.  | Ukraine    | 6   | 1 | 2 | 3 | 095:1130  | −18   | 4      |
| 4.  | Tschechien | 6   | 1 | 2 | 3 | 0117:1370 | −20   | 4      |

Legende: Tabellenerster und -zweiter (grün hinterlegt) sind zur Teilnahme an der Europameisterschaft berechtigt.
Spiele:
| 6. Oktober 2021 21:00 Uhr | Frankreich                                           | 38:22        | Tschechien                            | Palais des sports Ghani-Yalouz, Besançon Zuschauer: 3300 Schiedsrichter: M. Sá, V. Sá |
| 6. Oktober 2021 21:00 Uhr | meiste Tore: Nocandy, Lassource, Horacek, Foppa je 5 | (19:12)      | meiste Tore: Jeřábková, Holanová je 3 | Palais des sports Ghani-Yalouz, Besançon Zuschauer: 3300 Schiedsrichter: M. Sá, V. Sá |
| 6. Oktober 2021 21:00 Uhr | Strafen: 1× 4×                                       | Spielbericht | Strafen: 2× 4×                        | Palais des sports Ghani-Yalouz, Besançon Zuschauer: 3300 Schiedsrichter: M. Sá, V. Sá |
| 7. Oktober 2021 17:30 Uhr | Kroatien                 | 22:23        | Ukraine               | Centar Zamet, Rijeka Zuschauer: 852 Schiedsrichter: Christidi, Papamattheou |
| 7. Oktober 2021 17:30 Uhr | meiste Tore: Mičijević 8 | (15:11)      | meiste Tore: Hlibko 6 | Centar Zamet, Rijeka Zuschauer: 852 Schiedsrichter: Christidi, Papamattheou |
| 7. Oktober 2021 17:30 Uhr | Strafen: 1×              | Spielbericht | Strafen: 1× 8×        | Centar Zamet, Rijeka Zuschauer: 852 Schiedsrichter: Christidi, Papamattheou |

| 10. Oktober 2021 17:00 Uhr | Ukraine               | 25:28        | Frankreich             | Sportarena der Sumy Staats Universität, Sumy Zuschauer: 850 Schiedsrichter: Kijauskaitė, Žalienė |
| 10. Oktober 2021 17:00 Uhr | meiste Tore: Hlibko 9 | (15:16)      | meiste Tore: Nocandy 7 | Sportarena der Sumy Staats Universität, Sumy Zuschauer: 850 Schiedsrichter: Kijauskaitė, Žalienė |
| 10. Oktober 2021 17:00 Uhr | Strafen: 1× 7×        | Spielbericht | Strafen: 3×            | Sportarena der Sumy Staats Universität, Sumy Zuschauer: 850 Schiedsrichter: Kijauskaitė, Žalienė |

| 10. Oktober 2021 17:20 Uhr | Tschechien                | 24:26        | Kroatien                           | Datart Hala, Zlín Schiedsrichter: Năstase, Stancu |
| 10. Oktober 2021 17:20 Uhr | meiste Tore: Jeřábková 11 | (14:14)      | meiste Tore: Krsnik, Blažević je 6 | Datart Hala, Zlín Schiedsrichter: Năstase, Stancu |
| 10. Oktober 2021 17:20 Uhr | Strafen: 1× 2×            | Spielbericht | Strafen: 3× 5×                     | Datart Hala, Zlín Schiedsrichter: Năstase, Stancu |

| 3. März 2022 18:00 Uhr | Kroatien             | 19:21        | Frankreich               | Sportska dvorana Gimnazije Fran Galović, Koprivnica Zuschauer: 1200 Schiedsrichter: Ilieva, Karbeska |
| 3. März 2022 18:00 Uhr | meiste Tore: Mamić 5 | (8:12)       | meiste Tore: Lassource 4 | Sportska dvorana Gimnazije Fran Galović, Koprivnica Zuschauer: 1200 Schiedsrichter: Ilieva, Karbeska |
| 3. März 2022 18:00 Uhr | Strafen: 1×          | Spielbericht | Strafen: 2×              | Sportska dvorana Gimnazije Fran Galović, Koprivnica Zuschauer: 1200 Schiedsrichter: Ilieva, Karbeska |

| 6. März 2022 17:30 Uhr | Frankreich                       | 27:19        | Kroatien                     | Palais des sports André-Brouat, Toulouse Zuschauer: 4000 Schiedsrichter: Vranes, Wenninger |
| 6. März 2022 17:30 Uhr | meiste Tore: 4 Spielerinnen je 4 | (13:9)       | meiste Tore: Milosavljević 4 | Palais des sports André-Brouat, Toulouse Zuschauer: 4000 Schiedsrichter: Vranes, Wenninger |
| 6. März 2022 17:30 Uhr | Strafen: 4×                      | Spielbericht | Strafen: 1× 5×               | Palais des sports André-Brouat, Toulouse Zuschauer: 4000 Schiedsrichter: Vranes, Wenninger |

| 20. April 2022 * 18:00 Uhr | Ukraine               | 19:26        | Kroatien            | Raiffeisen Sportpark, Graz Zuschauer: 450 Schiedsrichter: Christiansen, Hansen |
| 20. April 2022 * 18:00 Uhr | meiste Tore: Hlibko 5 | (11:12)      | meiste Tore: Turk 7 | Raiffeisen Sportpark, Graz Zuschauer: 450 Schiedsrichter: Christiansen, Hansen |
| 20. April 2022 * 18:00 Uhr | Strafen: 1× 3×        | Spielbericht | Strafen: 1×         | Raiffeisen Sportpark, Graz Zuschauer: 450 Schiedsrichter: Christiansen, Hansen |

| 20. April 2022 20:00 Uhr | Tschechien                            | 31:30        | Frankreich                        | Městská sportovní hala TJ Lokomotiva, Pilsen Zuschauer: 1200 Schiedsrichter: Merz, Kuttler |
| 20. April 2022 20:00 Uhr | meiste Tore: Korešová, Jeřábková je 8 | (16:13)      | meiste Tore: Toublanc, Foppa je 4 | Městská sportovní hala TJ Lokomotiva, Pilsen Zuschauer: 1200 Schiedsrichter: Merz, Kuttler |
| 20. April 2022 20:00 Uhr | Strafen: 2× 4×                        | Spielbericht | Strafen: 1× 3×                    | Městská sportovní hala TJ Lokomotiva, Pilsen Zuschauer: 1200 Schiedsrichter: Merz, Kuttler |

| 23. April 2022 19:30 Uhr | Frankreich             | 27:18        | Ukraine               | Dock Océane, Le Havre Zuschauer: 2800 Schiedsrichter: Weijmans, Wolbertus |
| 23. April 2022 19:30 Uhr | meiste Tore: Horacek 5 | (9:6)        | meiste Tore: Hlibko 5 | Dock Océane, Le Havre Zuschauer: 2800 Schiedsrichter: Weijmans, Wolbertus |
| 23. April 2022 19:30 Uhr | Strafen: 2× 1×         | Spielbericht | Strafen: 2×           | Dock Océane, Le Havre Zuschauer: 2800 Schiedsrichter: Weijmans, Wolbertus |

| 24. April 2022 18:00 Uhr | Kroatien                 | 33:30        | Tschechien              | Športska dvorana Žatika, Poreč Zuschauer: 1400 Schiedsrichter: Xhema, Jahja |
| 24. April 2022 18:00 Uhr | meiste Tore: Blažević 11 | (13:14)      | meiste Tore: Korešová 9 | Športska dvorana Žatika, Poreč Zuschauer: 1400 Schiedsrichter: Xhema, Jahja |
| 24. April 2022 18:00 Uhr | Strafen: 2× 4×           | Spielbericht | Strafen: 1× 4×          | Športska dvorana Žatika, Poreč Zuschauer: 1400 Schiedsrichter: Xhema, Jahja |

| 4. März 2022 * | Ukraine | 5:5 * | Tschechien |  |
| 4. März 2022 * |         |       |            |  |
| 4. März 2022 * |         |       |            |  |

| 5. März 2022 * | Tschechien | 5:5 * | Ukraine |  |
| 5. März 2022 * |            |       |         |  |
| 5. März 2022 * |            |       |         |  |

* Die für den 4. und 5. März 2022 angesetzten Spiele zwischen Tschechien und der Ukraine wurden von der EHF nach dem russischen Überfall auf die Ukraine zunächst ausgesetzt. Sie sollten nach Möglichkeit im Juni 2022 nachgeholt werden. Die ukrainische Mannschaft konnte wegen des Kriegs in der Heimat ihre ausstehenden Heimspiele nicht in der Heimat austragen. Das Spiel gegen Kroatien fand in Graz statt. Auf die Qualifikation hatten die ausstehenden Spiele zwischen der Ukraine und Tschechien keine Auswirkungen mehr, sie wurden letztlich nicht ausgetragen und jeweils mit einem Ergebnis von 5:5 gewertet.

#### Gruppe 5
Tabelle:
| Pl. | Auswahl  | Sp. | S | U | N | Tore      | Diff. | Punkte |
| --- | -------- | --- | - | - | - | --------- | ----- | ------ |
| 1.  | Ungarn   | 6   | 5 | 0 | 1 | 0177:1460 | +31   | 10     |
| 2.  | Spanien  | 6   | 5 | 0 | 1 | 0173:1490 | +24   | 10     |
| 3.  | Portugal | 6   | 2 | 0 | 4 | 0132:1600 | −28   | 4      |
| 4.  | Slowakei | 6   | 0 | 0 | 6 | 0137:1640 | −27   | 0      |

Legende: Tabellenerster und -zweiter (grün hinterlegt) sind zur Teilnahme an der Europameisterschaft berechtigt.
Spiele:
| 6. Oktober 2021 18:00 Uhr | Ungarn                 | 34:24        | Portugal               | Érd Aréna, Érd Zuschauer: 1800 Schiedsrichter: Kulović, Škaljić |
| 6. Oktober 2021 18:00 Uhr | meiste Tore: Klujber 9 | (17:15)      | meiste Tore: Resende 5 | Érd Aréna, Érd Zuschauer: 1800 Schiedsrichter: Kulović, Škaljić |
| 6. Oktober 2021 18:00 Uhr | Strafen: 1× 3×         | Spielbericht | Strafen: 4×            | Érd Aréna, Érd Zuschauer: 1800 Schiedsrichter: Kulović, Škaljić |
| 6. Oktober 2021 20:45 Uhr | Spanien                                            | 33:28        | Slowakei             | Pabellón Polideportivo Municipal Fernando Argüelles, Antequera Zuschauer: 1400 Schiedsrichter: Backović, Palačković |
| 6. Oktober 2021 20:45 Uhr | meiste Tore: González Ortega, Fernández Fraga je 6 | (17:11)      | meiste Tore: Bízik 9 | Pabellón Polideportivo Municipal Fernando Argüelles, Antequera Zuschauer: 1400 Schiedsrichter: Backović, Palačković |
| 6. Oktober 2021 20:45 Uhr | Strafen: 1× 4×                                     | Spielbericht | Strafen: 4×          | Pabellón Polideportivo Municipal Fernando Argüelles, Antequera Zuschauer: 1400 Schiedsrichter: Backović, Palačković |

| 10. Oktober 2021 18:00 Uhr | Portugal                | 22:23        | Spanien                       | Pavilhão Municipal de Paredes, Paredes Zuschauer: 1305 Schiedsrichter: P. Geraets, R. Geraets |
| 10. Oktober 2021 18:00 Uhr | meiste Tore: Unjanque 6 | (11:14)      | meiste Tore: Cabral Barbosa 6 | Pavilhão Municipal de Paredes, Paredes Zuschauer: 1305 Schiedsrichter: P. Geraets, R. Geraets |
| 10. Oktober 2021 18:00 Uhr | Strafen: 2× 5×          | Spielbericht | Strafen: 1× 4×                | Pavilhão Municipal de Paredes, Paredes Zuschauer: 1305 Schiedsrichter: P. Geraets, R. Geraets |

| 10. Oktober 2021 18:15 Uhr | Slowakei                 | 28:30        | Ungarn                | Športová Hala Topoľčany, Topoľčany Zuschauer: 650 Schiedsrichter: Nowikow, Roschkow |
| 10. Oktober 2021 18:15 Uhr | meiste Tore: Szarková 10 | (14:13)      | meiste Tore: Lukács 6 | Športová Hala Topoľčany, Topoľčany Zuschauer: 650 Schiedsrichter: Nowikow, Roschkow |
| 10. Oktober 2021 18:15 Uhr | Strafen: 2×              | Spielbericht | Strafen: 3×           | Športová Hala Topoľčany, Topoľčany Zuschauer: 650 Schiedsrichter: Nowikow, Roschkow |

| 2. März 2022 18:00 Uhr | Ungarn                                     | 28:30        | Spanien                          | Tatabányai Multifunkcionális Sportcsarnok, Tatabánya Zuschauer: 4500 Schiedsrichter: Kažanegra, Vujačić |
| 2. März 2022 18:00 Uhr | meiste Tore: Klujber, Szöllősi-Zácsik je 7 | (16:13)      | meiste Tore: Gutiérrez Bermejo 9 | Tatabányai Multifunkcionális Sportcsarnok, Tatabánya Zuschauer: 4500 Schiedsrichter: Kažanegra, Vujačić |
| 2. März 2022 18:00 Uhr | Strafen: 3×                                | Spielbericht | Strafen: 1×                      | Tatabányai Multifunkcionális Sportcsarnok, Tatabánya Zuschauer: 4500 Schiedsrichter: Kažanegra, Vujačić |

| 3. März 2022 20:00 Uhr | Portugal            | 24:21        | Slowakei                | Pavilhão Multiusos de Paredes, Paredes Zuschauer: 1500 Schiedsrichter: R. Thiyagarajah, S. Thiyagarajah |
| 3. März 2022 20:00 Uhr | meiste Tore: Lima 5 | (13:10)      | meiste Tore: Hulejová 5 | Pavilhão Multiusos de Paredes, Paredes Zuschauer: 1500 Schiedsrichter: R. Thiyagarajah, S. Thiyagarajah |
| 3. März 2022 20:00 Uhr | Strafen: 1× 3×      | Spielbericht | Strafen: 2× 3×          | Pavilhão Multiusos de Paredes, Paredes Zuschauer: 1500 Schiedsrichter: R. Thiyagarajah, S. Thiyagarajah |

| 5. März 2022 20:00 Uhr | Spanien                          | 27:30        | Ungarn                                     | Palacio de Deportes de Santander, Santander Zuschauer: 5000 Schiedsrichter: Jovandić, Sekulić |
| 5. März 2022 20:00 Uhr | meiste Tore: Gutiérrez Bermejo 5 | (15:15)      | meiste Tore: Klujber, Szöllősi-Zácsik je 6 | Palacio de Deportes de Santander, Santander Zuschauer: 5000 Schiedsrichter: Jovandić, Sekulić |
| 5. März 2022 20:00 Uhr | Strafen: 1× 3×                   | Spielbericht | Strafen: 5×                                | Palacio de Deportes de Santander, Santander Zuschauer: 5000 Schiedsrichter: Jovandić, Sekulić |

| 6. März 2022 15:00 Uhr | Slowakei                | 21:23        | Portugal                        | Športová Hala Topoľčany, Topoľčany Zuschauer: 650 Schiedsrichter: Mikelić, Parađina |
| 6. März 2022 15:00 Uhr | meiste Tore: Trúnková 6 | (14:12)      | meiste Tore: da Silva Pereira 6 | Športová Hala Topoľčany, Topoľčany Zuschauer: 650 Schiedsrichter: Mikelić, Parađina |
| 6. März 2022 15:00 Uhr | Strafen: 3× 7×          | Spielbericht | Strafen: 4×                     | Športová Hala Topoľčany, Topoľčany Zuschauer: 650 Schiedsrichter: Mikelić, Parađina |

| 20. April 2022 20:00 Uhr | Slowakei                | 20:29        | Spanien                                            | Chemkostav Aréna, Michalovce Zuschauer: 700 Schiedsrichter: S. Jowtschew, Z. Jowtschew |
| 20. April 2022 20:00 Uhr | meiste Tore: Trúnková 6 | (8:13)       | meiste Tore: Rodríguez, Arcos, Cabral Barbosa je 5 | Chemkostav Aréna, Michalovce Zuschauer: 700 Schiedsrichter: S. Jowtschew, Z. Jowtschew |
| 20. April 2022 20:00 Uhr | Strafen: 1× 3×          | Spielbericht | Strafen: 1×                                        | Chemkostav Aréna, Michalovce Zuschauer: 700 Schiedsrichter: S. Jowtschew, Z. Jowtschew |

| 21. April 2022 20:00 Uhr | Portugal                                 | 18:30        | Ungarn                 | Pavilhão Desportivo Municipal de Loulé, Loulé Zuschauer: 800 Schiedsrichter: Ciulei, Stănescu |
| 21. April 2022 20:00 Uhr | meiste Tore: Sousa, Sabino, Resende je 3 | (9:14)       | meiste Tore: Kuczora 7 | Pavilhão Desportivo Municipal de Loulé, Loulé Zuschauer: 800 Schiedsrichter: Ciulei, Stănescu |
| 21. April 2022 20:00 Uhr | Strafen: 1× 2×                           | Spielbericht | Strafen: 2× 4×         | Pavilhão Desportivo Municipal de Loulé, Loulé Zuschauer: 800 Schiedsrichter: Ciulei, Stănescu |

| 24. April 2022 14:45 Uhr | Ungarn                 | 25:19        | Slowakei                                         | Audi Arena, Győr Zuschauer: 2200 Schiedsrichter: Kijauskaitė, Žalienė |
| 24. April 2022 14:45 Uhr | meiste Tore: Kuczora 5 | (16:9)       | meiste Tore: Popovcová, Rajnohová, Hulejová je 4 | Audi Arena, Győr Zuschauer: 2200 Schiedsrichter: Kijauskaitė, Žalienė |
| 24. April 2022 14:45 Uhr | Strafen: 1× 4×         | Spielbericht | Strafen: 1× 3×                                   | Audi Arena, Győr Zuschauer: 2200 Schiedsrichter: Kijauskaitė, Žalienė |

| 24. April 2022 19:00 Uhr | Spanien                   | 31:21        | Portugal              | Pabellón Polideportivo Artaleku, Irun Schiedsrichter: Rauchs, Linster |
| 24. April 2022 19:00 Uhr | meiste Tore: Vegué Pena 7 | (14:11)      | meiste Tore: Sabino 7 | Pabellón Polideportivo Artaleku, Irun Schiedsrichter: Rauchs, Linster |
| 24. April 2022 19:00 Uhr | Strafen: 1× 4×            | Spielbericht | Strafen: 1× 6×        | Pabellón Polideportivo Artaleku, Irun Schiedsrichter: Rauchs, Linster |

#### Gruppe 6
Tabelle:
| Pl. | Auswahl  | Sp. | S | U | N | Tore      | Diff. | Punkte |
| --- | -------- | --- | - | - | - | --------- | ----- | ------ |
| 1.  | Schweden | 6   | 5 | 0 | 1 | 0177:1330 | +44   | 10     |
| 2.  | Serbien  | 6   | 4 | 0 | 2 | 0170:1560 | +14   | 8      |
| 3.  | Island   | 6   | 2 | 0 | 4 | 0143:1600 | −17   | 4      |
| 4.  | Türkei   | 6   | 1 | 0 | 5 | 0153:1940 | −41   | 2      |

Legende: Tabellenerster und -zweiter (grün hinterlegt) sind zur Teilnahme an der Europameisterschaft berechtigt.
Spiele:
| 6. Oktober 2021 18:00 Uhr | Serbien                    | 36:27        | Türkei               | Kristall-Halle, Zrenjanin Zuschauer: 1000 Schiedsrichter: A. Covalciuc, I. Covalciuc |
| 6. Oktober 2021 18:00 Uhr | meiste Tore: Stoiljković 6 | (21:13)      | meiste Tore: İskit 6 | Kristall-Halle, Zrenjanin Zuschauer: 1000 Schiedsrichter: A. Covalciuc, I. Covalciuc |
| 6. Oktober 2021 18:00 Uhr | Strafen: 2× 5×             | Spielbericht | Strafen: 1×          | Kristall-Halle, Zrenjanin Zuschauer: 1000 Schiedsrichter: A. Covalciuc, I. Covalciuc |
| 7. Oktober 2021 19:00 Uhr | Schweden               | 30:17        | Island                      | Stiga Sports Arena, Eskilstuna Zuschauer: 2184 Schiedsrichter: Jerlecki, Łabuń |
| 7. Oktober 2021 19:00 Uhr | meiste Tore: Roberts 6 | (14:5)       | meiste Tore: Sturludóttir 4 | Stiga Sports Arena, Eskilstuna Zuschauer: 2184 Schiedsrichter: Jerlecki, Łabuń |
| 7. Oktober 2021 19:00 Uhr | Strafen: 1× 3×         | Spielbericht | Strafen: 1× 3×              | Stiga Sports Arena, Eskilstuna Zuschauer: 2184 Schiedsrichter: Jerlecki, Łabuń |

| 10. Oktober 2021 17:00 Uhr | Türkei               | 23:31        | Schweden                 | Porsuk Spor Salonu, Odunpazarı Zuschauer: 500 Schiedsrichter: Em. Aghakishi, Er. Aghakishi |
| 10. Oktober 2021 17:00 Uhr | meiste Tore: Şahin 7 | (12:15)      | meiste Tore: Strömberg 6 | Porsuk Spor Salonu, Odunpazarı Zuschauer: 500 Schiedsrichter: Em. Aghakishi, Er. Aghakishi |
| 10. Oktober 2021 17:00 Uhr | Strafen: 5×          | Spielbericht | Strafen: 1× 3×           | Porsuk Spor Salonu, Odunpazarı Zuschauer: 500 Schiedsrichter: Em. Aghakishi, Er. Aghakishi |

| 10. Oktober 2021 18:00 Uhr | Island                      | 23:21        | Serbien                                 | Íþróttamiðstöð Hauka, Hafnarfjörður Zuschauer: 957 Schiedsrichter: Bounouara, Sami |
| 10. Oktober 2021 18:00 Uhr | meiste Tore: Júlíusdóttir 7 | (10:8)       | meiste Tore: Stoiljković, Liščević je 4 | Íþróttamiðstöð Hauka, Hafnarfjörður Zuschauer: 957 Schiedsrichter: Bounouara, Sami |
| 10. Oktober 2021 18:00 Uhr | Strafen: 2× 3×              | Spielbericht | Strafen: 2×                             | Íþróttamiðstöð Hauka, Hafnarfjörður Zuschauer: 957 Schiedsrichter: Bounouara, Sami |

| 2. März 2022 17:00 Uhr | Türkei               | 30:29        | Island                  | Kastamonu Merkez Spor Salonu, Kastamonu Zuschauer: 3500 Schiedsrichter: Metalari, Nikolovski |
| 2. März 2022 17:00 Uhr | meiste Tore: İskit 8 | (15:16)      | meiste Tore: Thompson 7 | Kastamonu Merkez Spor Salonu, Kastamonu Zuschauer: 3500 Schiedsrichter: Metalari, Nikolovski |
| 2. März 2022 17:00 Uhr | Strafen: 2× 3×       | Spielbericht | Strafen: 4×             | Kastamonu Merkez Spor Salonu, Kastamonu Zuschauer: 3500 Schiedsrichter: Metalari, Nikolovski |

| 3. März 2022 18:00 Uhr | Serbien              | 24:21        | Schweden               | Kristalna dvorana, Zrenjanin Zuschauer: 2000 Schiedsrichter: Lovin, Stancu |
| 3. März 2022 18:00 Uhr | meiste Tore: Lavko 6 | (10:9)       | meiste Tore: Hagman 10 | Kristalna dvorana, Zrenjanin Zuschauer: 2000 Schiedsrichter: Lovin, Stancu |
| 3. März 2022 18:00 Uhr | Strafen: 2× 1×       | Spielbericht | Strafen: 1× 3×         | Kristalna dvorana, Zrenjanin Zuschauer: 2000 Schiedsrichter: Lovin, Stancu |

| 5. März 2022 17:00 Uhr | Schweden               | 33:25        | Serbien             | Ystad Arena, Ystad Zuschauer: 2353 Schiedsrichter: M. Sá, V. Sá |
| 5. März 2022 17:00 Uhr | meiste Tore: Roberts 8 | (17:14)      | meiste Tore: Agbaba | Ystad Arena, Ystad Zuschauer: 2353 Schiedsrichter: M. Sá, V. Sá |
| 5. März 2022 17:00 Uhr | Strafen: 1× 5× 1×      | Spielbericht | Strafen: 1× 3×      | Ystad Arena, Ystad Zuschauer: 2353 Schiedsrichter: M. Sá, V. Sá |

| 6. März 2022 17:00 Uhr | Island                     | 29:22        | Türkei               | Íþróttamiðstöð Hauka, Hafnarfjörður Zuschauer: 1107 Schiedsrichter: C. Hannes, D. Hannes |
| 6. März 2022 17:00 Uhr | meiste Tore: Ómarsdóttir 7 | (15:9)       | meiste Tore: Şahin 8 | Íþróttamiðstöð Hauka, Hafnarfjörður Zuschauer: 1107 Schiedsrichter: C. Hannes, D. Hannes |
| 6. März 2022 17:00 Uhr | Strafen: 2× 1×             | Spielbericht | Strafen: 2× 1×       | Íþróttamiðstöð Hauka, Hafnarfjörður Zuschauer: 1107 Schiedsrichter: C. Hannes, D. Hannes |

| 20. April 2022 16:30 Uhr | Türkei               | 30:36        | Serbien                       | Merkez Spor Salonu, Kastamonu Zuschauer: 3700 Schiedsrichter: Andorka, Hucker |
| 20. April 2022 16:30 Uhr | meiste Tore: İskit 6 | (16:17)      | meiste Tore: Radosavljević 10 | Merkez Spor Salonu, Kastamonu Zuschauer: 3700 Schiedsrichter: Andorka, Hucker |
| 20. April 2022 16:30 Uhr | Strafen: 7×          | Spielbericht | Strafen: 1× 3×                | Merkez Spor Salonu, Kastamonu Zuschauer: 3700 Schiedsrichter: Andorka, Hucker |

| 20. April 2022 21:45 Uhr | Island                    | 23:29        | Schweden                                   | Íþróttamiðstöð Hauka, Hafnarfjörður Zuschauer: 1203 Schiedsrichter: Braseth, Sundet |
| 20. April 2022 21:45 Uhr | meiste Tore: Jónsdóttir 6 | (12:17)      | meiste Tore: Roberts, Hagman, Hansson je 5 | Íþróttamiðstöð Hauka, Hafnarfjörður Zuschauer: 1203 Schiedsrichter: Braseth, Sundet |
| 20. April 2022 21:45 Uhr | Strafen: 1× 2×            | Spielbericht | Strafen: 2×                                | Íþróttamiðstöð Hauka, Hafnarfjörður Zuschauer: 1203 Schiedsrichter: Braseth, Sundet |

| 23. April 2022 18:00 Uhr | Serbien                    | 28:22        | Island                                                    | Kristalna dvorana, Zrenjanin Zuschauer: 3000 Schiedsrichter: Lindenbaum, Laron |
| 23. April 2022 18:00 Uhr | meiste Tore: Stoiljković 7 | (19:15)      | meiste Tore: Jónsdóttir, Erlingsdóttir, Björnsdóttir je 4 | Kristalna dvorana, Zrenjanin Zuschauer: 3000 Schiedsrichter: Lindenbaum, Laron |
| 23. April 2022 18:00 Uhr | Strafen: 4×                | Spielbericht | Strafen: 3× 2×                                            | Kristalna dvorana, Zrenjanin Zuschauer: 3000 Schiedsrichter: Lindenbaum, Laron |

| 23. April 2022 18:10 Uhr | Schweden                         | 33:21        | Türkei               | Helsingborg Arena, Helsingborg Zuschauer: 2307 Schiedsrichter: Me. Ilievski, Mi. Ilievski |
| 23. April 2022 18:10 Uhr | meiste Tore: Petrén, Hagman je 5 | (13:9)       | meiste Tore: Şahin 6 | Helsingborg Arena, Helsingborg Zuschauer: 2307 Schiedsrichter: Me. Ilievski, Mi. Ilievski |
| 23. April 2022 18:10 Uhr | Strafen: 1×                      | Spielbericht | Strafen: 2× 4×       | Helsingborg Arena, Helsingborg Zuschauer: 2307 Schiedsrichter: Me. Ilievski, Mi. Ilievski |

## Vorbereitungsspiele (EHF Euro Cup)
Die drei Gastgebermannschaften und Norwegen bestritten zur Vorbereitung auf das Turnier, zu dem sie automatisch qualifiziert sind, im EHF Euro Cup Spiele gegeneinander.
| Pl. | Auswahl        | Sp. | S | U | N | Tore      | Diff. | Punkte |
| --- | -------------- | --- | - | - | - | --------- | ----- | ------ |
| 1.  | Norwegen       | 6   | 6 | 0 | 0 | 0183:1330 | +50   | 12     |
| 2.  | Montenegro     | 6   | 4 | 0 | 2 | 0177:1810 | −4    | 8      |
| 3.  | Slowenien      | 6   | 2 | 0 | 4 | 0152:1700 | −18   | 4      |
| 4.  | Nordmazedonien | 6   | 0 | 0 | 6 | 0144:1720 | −28   | 0      |

| 7. Oktober 2021  | Norwegen       | Slowenien      | 29:17 |
| 7. Oktober 2021  | Nordmazedonien | Montenegro     | 21:29 |
| 10. Oktober 2021 | Slowenien      | Norwegen       | 21:26 |
| 10. Oktober 2021 | Montenegro     | Nordmazedonien | 31:30 |
| 2. März 2022     | Montenegro     | Norwegen       | 27:32 |
| 3. März 2022     | Slowenien      | Nordmazedonien | 29:28 |
| 5. März 2022     | Norwegen       | Montenegro     | 40:23 |
| 6. März 2022     | Nordmazedonien | Slowenien      | 20:27 |
| 21. April 2022   | Slowenien      | Montenegro     | 28:33 |
| 21. April 2022   | Nordmazedonien | Norwegen       | 18:24 |
| 24. April 2022   | Norwegen       | Nordmazedonien | 32:27 |
| 24. April 2022   | Montenegro     | Slowenien      | 34:30 |

## Gesamtaufstellung
| Mannschaft aus | Qualifiziert          | Datum der Qualifikation | Bisherige Teilnahmen an den 14 Europameisterschaften | Bisherige Teilnahmen an den 14 Europameisterschaften                               | Bisherige Teilnahmen an den 14 Europameisterschaften |
| Mannschaft aus | Qualifiziert          | Datum der Qualifikation | Anzahl                                               | Jahre                                                                              | Titel                                                |
| -------------- | --------------------- | ----------------------- | ---------------------------------------------------- | ---------------------------------------------------------------------------------- | ---------------------------------------------------- |
| Slowenien      | Gastgeber             | 20. Juni 2018           | 06                                                   | 2002, 2004, 2006, 2010, 2016, 2020                                                 | 0                                                    |
| Nordmazedonien | Gastgeber             | 20. Juni 2018           | 04                                                   | 1998, 2000, 2006, 2012                                                             | 0                                                    |
| Montenegro     | Gastgeber             | 20. Juni 2018           | 05                                                   | 2010, 2012, 2014, 2016, 2020                                                       | 1 (2012)                                             |
| Norwegen       | Europameister 2020    | 20. Dezember 2020       | 14                                                   | 1994, 1996, 1998, 2000, 2002, 2004, 2006, 2008, 2010, 2012, 2014, 2016, 2018, 2020 | 8 (1998, 2004, 2006, 2008, 2010, 2014, 2016, 2020)   |
| Polen          | Qualifikationsturnier | 4. März 2022            | 07                                                   | 1996, 1998, 2006, 2014, 2016, 2018, 2020                                           | 0                                                    |
| Niederlande    | Qualifikationsturnier | 5. März 2022            | 08                                                   | 1998, 2002, 2006, 2010, 2014, 2016, 2018, 2020                                     | 0                                                    |
| Dänemark       | Qualifikationsturnier | 5. März 2022            | 14                                                   | 1994, 1996, 1998, 2000, 2002, 2004, 2006, 2008, 2010, 2012, 2014, 2016, 2018, 2020 | 3 (1994, 1996, 2002)                                 |
| Schweiz        | Qualifikationsturnier | 6. März 2022            | 0                                                    | –                                                                                  | 0                                                    |
| Frankreich     | Qualifikationsturnier | 6. März 2022            | 11                                                   | 2000, 2002, 2004, 2006, 2008, 2010, 2012, 2014, 2016, 2018, 2020                   | 1 (2018)                                             |
| Schweden       | Qualifikationsturnier | 20. April 2022          | 12                                                   | 1994, 1996, 2002, 2004, 2006, 2008, 2010, 2012, 2014, 2016, 2018, 2020             | 0                                                    |
| Deutschland    | Qualifikationsturnier | 21. April 2022          | 14                                                   | 1994, 1996, 1998, 2000, 2002, 2004, 2006, 2008, 2010, 2012, 2014, 2016, 2018, 2020 | 0                                                    |
| Ungarn         | Qualifikationsturnier | 21. April 2022          | 14                                                   | 1994, 1996, 1998, 2000, 2002, 2004, 2006, 2008, 2010, 2012, 2014, 2016, 2018, 2020 | 1 (2000)                                             |
| Spanien        | Qualifikationsturnier | 21. April 2022          | 11                                                   | 1998, 2002, 2004, 2006, 2008, 2010, 2012, 2014, 2016, 2018, 2020                   | 0                                                    |
| Serbien        | Qualifikationsturnier | 23. April 2022          | 11                                                   | 2000, 2002, 2004, 2006, 2008, 2010, 2012, 2014, 2016, 2018, 2020                   | 0                                                    |
| Rumänien       | Qualifikationsturnier | 24. April 2022          | 13                                                   | 1994, 1996, 1998, 2000, 2002, 2004, 2008, 2010, 2012, 2014, 2016, 2018, 2020       | 0                                                    |
| Kroatien       | Qualifikationsturnier | 24. April 2022          | 10                                                   | 1994, 1996, 2004, 2008, 2010, 2012, 2014, 2016, 2018, 2020                         | 0                                                    |